# Madras Hulu
Madras Hulu is een bestuurslaag in het regentschap Medan van de provincie Noord-Sumatra, Indonesië. Madras Hulu telt 2755 inwoners (volkstelling 2010).